# Edelschrott
Edelschrott là một đô thị thuộc huyện Voitsberg thuộc bang Steiermark, nước Áo. Đô thị Edelschrott có diện tích 66,14 km², dân số thời điểm cuối năm 2005 là 1684 người.